# Агунг
Агунг (инд. Gunung Agung) је стратовулкан на острву Бали у Индонезији. То је уједно и највиша тачка острва, са врхом на 3.031 метар. Агунг је активни вулкан, чија је најскорија ерупција почела 26. новембра 2017. године. Пре тога, еруптирао је 1843, а ерупција из 1963/1964. године забележена је као једна од најинтезивнијих у индонежанској историји. Агунг је значајан и за локалне вернике хиндуисте, јер према њиховом веровању представља реплику планине Меру, средишта универзума.